# Dan Yashinsky
Dan Yashinsky, né à Detroit en 1950, est un auteur et conteur canadien,.

## Biographie
Né à Detroit, Dan Yashinsky fait ses études à Santa Barbara, puis déménage à Toronto à l'âge de 21 ans.
Il étudie au College of Creative Studies de l'Université de Californie, où il obtient son baccalauréat en littérature. Il poursuit ensuite à la maîtrise dans les domaines de la sociologie et de l'éducation à l'Université de Toronto.
En 1979, il fonde le Toronto Festival of Storytelling, qu'il dirige pendant quatre ans. Il est également cofondateur de Storytelling Toronto, autrefois appelé Storytellers School of Toronto.
Il crée et anime l'émission radiophonique Talking Stick, diffusé sur CBC en 1999,, ainsi que le Toronto's 1001 Friday Nights of Storytelling, en 1978. Cet événement est considéré comme la plus longue séance de micro ouvert en Amérique du Nord, alors qu'il fait la lecture de contes dans un café tous les vendredis,.
En 2006, il collabore avec le compositeur et musicien Brian Katz afin de créer une pièce qui aborde les expériences vécues dans les unités de soins intensifs néonatals. Leur œuvre, Talking You In, est inspirée du séjour de trois semaines que le fils de Yashinsky, Jacob, a passé aux soins intensifs après sa naissance. La pièce est jouée dans différents hôpitaux et festivals à travers le monde.
Conteur de renommée mondiale, il réalise des performances et enseigne lors de nombreux festivals au Canada, aux États-Unis, en Asie et en Europe,. Il a également été conteur en résidence pour de nombreux établissements, comme UNICEF Canada, l'Université Queen's, Baycrest Centre for Geriatric Care et bien d'autres,.
Ses contes s'inspirent de ses héritages juif, turc, roumain, américain et français, ainsi que de ses voyages sur les différents continents.
En 2018, Jacob Yashinsky-Zavitz, fils de Dan Yashinsky et Carol Zavitz, s'éteint à l'âge de 26 ans des suites d'un accident de voiture,.

## Œuvres

### Contes
- Tales for an Unknown City : Stories from One Thousand and One Friday Nights of Storytelling, Montréal, McGill-Queen's University Press, 1990, 265 p.  (ISBN 0773507868).
- The Storyteller at Fault, Charlottetown, Ragweed Press, 1998, 254 p.  (ISBN 0921556292 et 9780921556299).
- Suddenly They Heard Footsteps : Storytelling for the Twenty-First Century, Toronto, Alfred A. Knopf Canada, 2004, 317 p.  (ISBN 0676975925).
  - Soudain, on entendit des pas... : contes pour le XXIe siècle, traduction de Jean Antonin Billard, Montréal, Planète rebelle, coll. « Regards », 2007, 333 p.  (ISBN 978-2-922528-77-0).
- Swimming with Chaucer : A Storyteller's Logbook, London, Insomniac Press, 2013, 238 p.  (ISBN 9781554831098 et 1554831091).

### Nouvelles
- At the Edge : A Book of Risky Stories, Charlottetown, Ragweed Press, 1998, 254 p.  (ISBN 0921556748 et 9780921556749).

### Collaborations
- Next Teller : A Book of Canadian Storytelling, Charlottetown/East Haven, Ragweed Press/Inland Book, 1994, 246 p.  (ISBN 0921556462 et 9780921556466).
- Ghostwise : A Book of Midnight Stories, Charlottetown, Ragweed Press, 1997, 223 p.  (ISBN 0874834996 et 9780874834994).

### Autres
- The Telling Project, Mississauga, Peel Board of Education, 1993, 47 p.  (ISBN 1550380672 et 9781550380675).

## Prix et honneurs
- 1999 : lauréat du premier prix Jane Jacobs Prize[1]
- 2009 : lauréat du Chalmers Arts Fellowship du Conseil des Arts de l'Ontario[1]